# پائول بایتون
پائول بایتون (انگلیسی: Paul Boyton؛ 1848 – 1924 (aged 75-76)) شومن و بدل‌کار اهل ایالات متحده آمریکا بود.